# Ecologia organizacional
Ecologia organizacional é uma teoria que considera a importância do ambiente para as organizações e que analisa as mudanças organizacionais focando na disponibilidade e distribuição de recursos no ambiente. Examina como as organizações interagem com seu contexto através de processos competitivos e cooperativos, considerando recursos essenciais como capital, pessoal, conhecimento, infraestrutura e relações com outros atores do mercado (Sobrinho e Juvercina, p. 215). A ecologia organizacional é considerada um subcampo dos estudos organizacionais e da administração, que utiliza conceitos da biologia, economia, sociologia e empregando análise estatística para compreender as condições sob as quais as organizações surgem, crescem e desaparecem.

## Origens e desenvolvimento
Os precursores da ecologia organizacional são Michael T. Hannan e John Freeman, com a publicação do artigo "The Population Ecology of Organizations" em 1977. Este trabalho representou uma ruptura com as abordagens adaptacionistas predominantes até então, propondo que as organizações são selecionadas pelo ambiente em vez de simplesmente se adaptarem a ele.
A ecologia organizacional concentra-se em três níveis de análise: da população organizacional, que se concentra "no crescimento e no declínio da população", bem como nas "interações com outras populações";  da comunidade organizacional que focam mais no "surgimento e no desaparecimento das organizações"; e o organizacional, que envolve "o estudo de eventos demográficos e os processos do ciclo de vida nas  organizações individuais" (Sobrinho e Juvercina, p. 216).
A partir dos anos 2000, a teoria da ecologia organizacional se afastou de sua dependência original da ecologia biológica em direção a ideias das ciências sociais, particularmente antropologia, sociologia e psicologia.

## Conceitos fundamentais

##### Formas organizacionais e populações
Para a perspectiva ecológica, as organizações são agrupadas em populações quando assumem uma "formas organizacional", ou um conjunto de características estruturais ou relacionais que as identificam e definem, e que acabam por restringir ou limitar sua transformação.

##### Dependência de densidade
Uma das principais perspectivas da ecologia organizacional é que os eventos vitais de uma população (nascimentos e mortes de organizações) dependem do número existente de organizações (densidade) dentro da população. O modelo de dependência de densidade sustenta que a densidade populacional gera efeitos através de dois mecanismos: legitimidade cognitiva e competição. Em baixas densidades, o aumento no número de organizações melhora a legitimidade da forma organizacional. Em altas densidades, o crescimento intensifica a competição por recursos.

#### Inércia estrutural
A ecologia organizacional propõe que existem restrições substanciais na capacidade de uma organização se adaptar rapidamente. A inércia estrutural surge devido a fatores internos (como custos irrecuperáveis de investimentos) e externos (como dificuldade de obter informações sobre o ambiente). A estabilidade estrutural também se dá pela manutenção da confiança da sociedade sobre o desempenho das organizações, o que lhes favorece.

##### Particionamento de recursos
O modelo teórico de particionamento de recursos explica como populações organizacionais maduras se segmentam em nichos distintos. Quando populações amadurecem, um pequeno número de organizações generalistas (que ocupam nichos amplos) passa a dominar o mercado de massa, criando oportunidades para organizações especialistas (que ocupam nichos estreitos) explorarem segmentos abandonados.

##### Ambientes organizacionais
A ecologia organizacional reconhece que o ambiente de uma organização impacta suas chances de vida. As condições ambientais exógenas afetam sua "capacidade de sustentação" (carrying capacity), o número máximo de organizações daquela forma que poderiam ser sustentadas pelo ambiente em que se inserem. A capacidade de sustentação funcionaria como um mecanismo de seleção. O "imprinting ambiental", ou  marcação pelo ambiente, é outro mecanismo de seleção. A ideia é a de que as formas organizacionais são impactadas pelo ambiente do momento de sua emergência e que tendem a refletir as características sociais dominantes de então.

##### Dependência de idade e tamanho
Organizações jovens tendem a ser especialmente vulneráveis, uma vez que suas tecnologias centrais não são comprovadas, suas rotinas ainda devem ser desenvolvidas e seus membros devem ser socializados. Essa "vulnerabilidade da novidade" (liability of newness) pode ser contrastada com dois outros padrões típicos dependentes da idade: a "vulnerabilidade da adolescência" e a "vulnerabilidade da senescência". A primeira diz respeito ao processo de esgotamento dos recursos e da confiança investidos pelos fundadores da organização no seu início, o que aumenta os riscos no curto prazo. Quando isso é posteriormente revertido, os riscos vêm quando as organizações adquirem regras administrativas e uma "oligarquia interna" com a idade, o que aumenta os riscos do fracasso. Ainda há os riscos de fracasso que o tamanho da organização traz.

### Ecologia comunitária
Examina conjuntos maiores de populações organizacionais, buscando explicar a emergência de novas formas organizacionais e as interdependências entre diferentes formas. Uma das abordagens é a de Martin Ruef, para quem novas formas organizacionais estão sujeitas à dinâmicas de "legitimação cruzada", quando múltiplas formas similares aumentam a legitimidade, e competição cruzada, quando muitas formas similares reduzem oportunidades para novas formas.

## Aplicações
A ecologia organizacional é frequentemente aplicada em combinação com teoria institucional para examinar contextos ambientais de decisões estratégicas. Aplicações incluem análise de startups, empreendedorismo social, questões de diferencial competitivo e dinâmicas de sustentabilidade organizacional.

No Brasil, a literatura pioneira questionou o caráter "anti-management" da teoria uma vez que enfatiza como o ambiente seleciona organizações em vez de focar na capacidade de adaptação gerencial. A produção brasileira explora suas implicações para a gestão empresarial e aplicando conceitos para compreender empreendedorismo social e adaptação organizacional. 

## Ver Também
Administração
Organizações
Demografia Organizacional
Seleção Natural
Teoria da Contingência